# Thurø Sund
Thurø Sund er navnet på farvandet  mellem Thurø og Tåsinge. Øst for Vindebyøre deler Svendborg Sund sig i Skårupøre Sund mod øst og Thurø Sund der drejer mod syd mellem Thurø og Tåsinge. Fortsætter mod syd med to slyngninger og ender ved Valdemars Slot i Lunkebugten.
Ved indløbet til Thurøbund ligger den lille ø Kidholm, der hører under Valdemars Slot. 
I Thurø Sund løber ofte en stærk strøm. Sundet har god vanddybde tæt ved Bregninge Skov og i sejlrenden. Ved Pilekrogen findes en eftertragtet ankerplads i læ for vestenvinden. 
Kysten ved Thurø er domineret af villaer og strandhaver mod sundet, hvorimod der på Tåsinge siden er skov helt ned til vandet. I Begninge skov ligger den gamle fredede vandmølle Venteposemølle. Længere mod syd Røde mølle, hvor der tidligere blev bygget skibe.
Mod syd ligger Troense med mange gamle huse og kulturhistoriske gademiljøer. Gode havnefaciliteter hvor sundfærgen M/S Helge lægger til. Troense er et populært mål for mange fritidssejlere.
55°2′39.19″N 10°38′44.19″Ø / 55.0442194°N 10.6456083°Ø